# Alte Kirche von Uusikaupunki

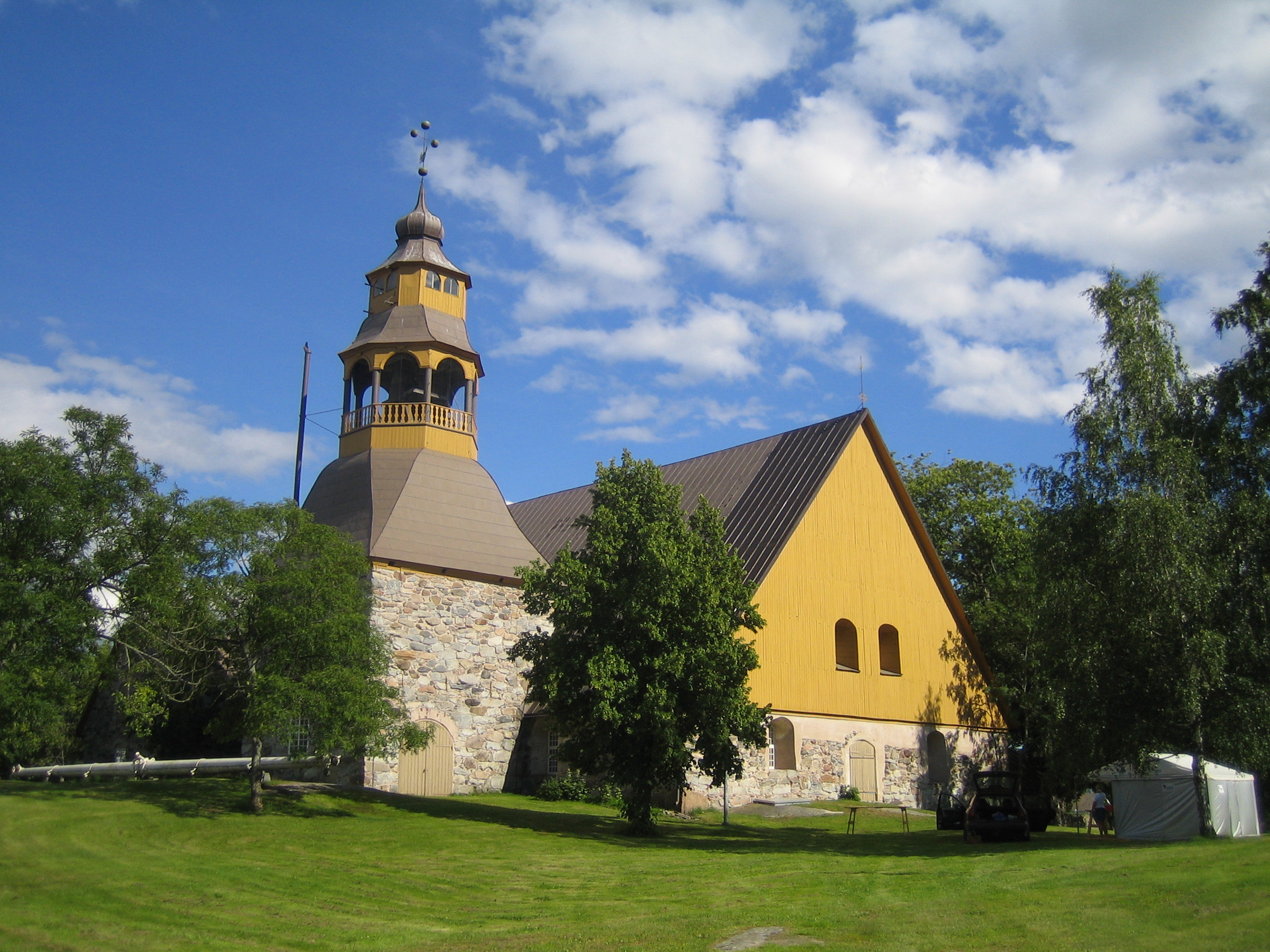
Alte Kirche von Uusikaupunki

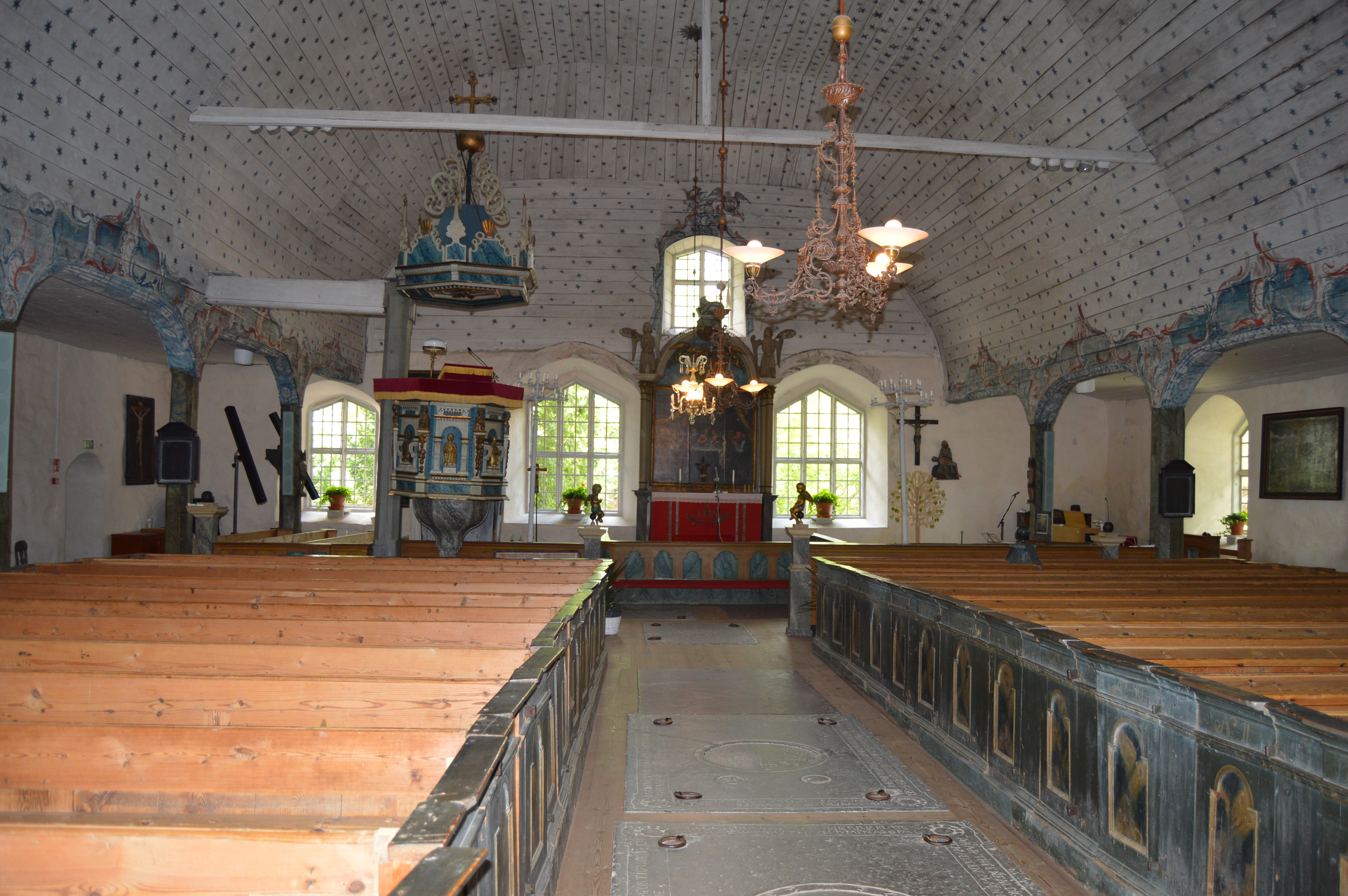
Alte Kirche von Uusikaupunki Inneres

Die evangelisch-lutherische Alte Kirche befindet sich in Uusikaupunki in Finnland und wurde 1629 fertiggestellt. Im Inneren haben sich zahlreiche Ausstattungsstücke aus dem 17. Jahrhundert erhalten. Sie ist heute eine beliebte Sommerkirche für Konfirmationen, Heiraten, Taufen und andere Sommerveranstaltungen.

## Geschichte
Als Gustav II. Adolf 1617 Uusikaupunki gründete, wollten die Bürger des Ortes ihre eigene Kirche haben. Der Bau der Kirche begann 1623 und war 1629 beendet. Die Kirche hatte damals acht kleine Fenster, drei Türen, einen Fußboden aus Erde und ein Dach ohne Decke.
Nach und nach ergänzten und verschönerten die Bürger ihre Kirche. Eine niedrige Decke wurde eingezogen, der Glocken wurden gekauft und die Fenster vergrößert. Lichter wurden verfügbar. Die Bürger wurden angehalten, für ihre Gräber Kalksteinfliesen zu verwenden, damit ein ebener Altarraum entstehen konnte.
Im Großen Nordischen Krieg flohen die Bürger und Pastoren vor 1713 vor den Russen. Sie nahmen alle wertvollen Gegenstände aus der Kirche mit. Nur arme Leute blieben zurück.
Nach dem Friedensschluss 1721 kamen die Bürger und Pastoren zurück. Sie begannen, die Kirche zu renovieren. 1735 wurde eine besondere Decke eingezogen, die dem Rumpf eines umgedrehten Segelschiffs entsprach. Das Heck dieses Segelbootes war über dem Altar und der Kiel über dem Hauptgang. Gemälde wurden gestiftet, die Kirchenbänke renoviert und die Türen zum Hauptgang vereinheitlicht. Das Innere der Kirche wurde bemalt und drei große Kronleuchter für den Hauptgang gekauft, diese kamen später in die neue Kirche.
1752 wurde die Sakristei gebaut, in der der einzige Ofen der Kirche stand. Der Glockenturm wurde zuletzt errichtet und 1775 fertig.
Früher saßen die Männer auf der rechten Seite und die Frauen auf der linken. Die Männer betraten die Kirche durch die Tür, die gegenüber dem Soldatengrab ist. Die Frauen kamen durch die untere Tür des Glockenturms herein. Hochzeitspaare benutzten das Hauptportal. Auch die zu segnenden Körper der Verstorbenen wurden durch das Hauptportal in die Kirche getragen. 
Als die neue Kirche 1863 fertig war, wurde die alte Kirche für 75 Jahre ein Museum. Nachdem die Museumsgegenstände in das heutige Museum gebracht worden waren, wurde die alte Kirche renoviert.
1976 weihte Erzbischof Martti Simojoki, der in Uusikaupunki geboren wurde, die Kirche erneut für Gottesdienste. Heute ist sie eine beliebte Sommerkirche, in der Konfirmationen, Heiraten, Taufen und andere Sommerveranstaltungen stattfinden.

## Ausstattung
Weil die Kirche niemals abbrannte, ist ihr Mobiliar relativ alt, meist aus dem 17. Jahrhundert. Eine Kanzel wurde 1648 von einem Schreiner in Turku gekauft. Aber als der Baron von Wasaborg in den Ort kam, wurde eine neue Kanzel angeschafft, weil die alte als zu einfach betrachtet wurde.
Die Bank unter der Kanzel war für Frauen, die gerade ein Kind geboren hatten. Diese Frauen wurden als schmutzig angesehen. Sie durften so lange ihren normalen Platz in der Kirche nicht einnehmen, bis sie wieder als Kirchenmitglieder akzeptiert wurden. Im  hinteren Teil der Kirche gab es eine Bank der Schande, auf der Leute während des Gottesdienstes saßen, die kleinere strafbare Handlungen begangen hatten. Im nördlichen Gang waren zwei Bahren aufgestellt, auf die Körper zur Segnung gebracht werden konnten.
Die Gemälde haben biblische Themen außer dem auf der rechten Seite, auf dem Leute um eine Kreuzigung sind. Es ist eine Darstellung eines Vorarbeiters des Gut Sundholm und seiner Mannschaft. Sie alle ertranken während eines starken Unwetter in Uusikaupunki auf dem Weg zur Kirche. Das Gemälde entstand zur Erinnerung an dieses Ereignis 1652.
Der wertvollste Gegenstand in der Kirche befindet sich rechts von der Altarwand. Es ist eine hölzerne Pietàskulptur von 1400. Das Kreuz und die beiden Figuren des St. Erasmus sind aus den 1500ern.
Im Laufe der Zeit wurden der Kirche Votivschiffe geschenkt, zur Seligsprechung und um Gott zu danken. Das älteste von der Mitte des 17. Jahrhunderts (von 1643 oder 1670) befindet sich am westlichen Ende des Hauptganges. Die anderen sind vom Anfang des 19. Jahrhunderts.